# Dragonworld: The Legend Continues
Ținutul Dragonului: Legenda continuă (titlu original: Dragonworld: The Legend Continues) este un film americano-britanic-românesc fantastic direct-pe-video din 1999 regizat de Ted Nicolaou. Rolurile principale au fost interpretate de actorii Drake Bell, Andrew Keir și Richard Trask.
Filmul a fost de fapt filmat inițial în 1996, dar nu a fost lansat până în 1999. Andrew Keir este singurul membru al distribuției care și-a reluat rolul, ca Angus McGowan, din filmul original și este ultimul film în care a jucat, înainte de moartea sa în 1997; acest film este dedicat memoriei sale.

## Prezentare
Filmul nu are nicio legătură cu primul film. Johnny McGowan și singurul său prieten adevărat, Yowler, ultimul dragon de pe Pământ, au probleme serioase. Cavalerul Întunecat, inamicul lui Dragonkin, s-a întors și este hotărât să-l omoare pe Yowler, pentru a obține puterile magice din sângele dragonului pentru a aduce o nouă eră malefică a întunericului pe planetă. Tânărul John începe o nouă aventură pentru a-l proteja pe Yowler, a învinge Cavalerul Întunecat și a salva lumea.

## Distribuție
- Drake Bell - Johnny McGowan
- Richard Trask - Yowler the Dragon
- Andrew Keir - Angus McGowan
- James Ellis - McCoy
- Tina Martin - Mrs. Cosgrove
- Judith Paris - Mrs. Churchill
- Constantin Barbulescu - MacClain
- Avram Besoiu - Kimison
- Julius Liptac - Kimison #1 (ca - Iulius Liptac)
- Cezar Boghină - Kimison #2
- Mihai Verbițchi - Kimison #3 (ca - Mihai Verbitchi)
- Gheorghe Flonda - Mob 1
- Dan Glasu - Mob 2
- Ovidiu Moț - Mob 3[2]

## Filmări
Filmul a fost produs în 1996,  la Castel Film Studios din București, România.